# Kulregn över Broadway
Kulregn över Broadway (originaltitel: Bullets over Broadway) är en amerikansk film från 1994 i regi av Woody Allen. Dianne Wiest tilldelades en Oscar för bästa kvinnliga biroll. Filmen var för övrigt nominerad till ytterligare sex Oscar.
Filmen hade svensk premiär den 1 september 1995.

## Rollista (urval)
- John Cusack – David Shayne
- Dianne Wiest – Helen Sinclair
- Jennifer Tilly – Olive Neal
- Chazz Palminteri – Cheech
- Mary-Louise Parker – Ellen
- Jack Warden – Julian Marx
- Joe Viterelli – Nick Valenti
- Rob Reiner – Sheldon Flender
- Tracey Ullman – Eden Brent
- Jim Broadbent – Warner Purcell
- Harvey Fierstein – Sid Loomis